# Xerospermophilus spilosoma
Xerospermophilus spilosoma — вид ховрахів з родини гризунів Sciuridae. Він зустрічається по всій Мексиці, а також у центральній та західній частинах США. Характеризується білою плямистою спиною, плямистий ховрах є одним з найменших, що зустрічаються в Північній Америці. Тварини переважно травоїдні, але також їдять комах. Будучи ссавцем, що риє нори, прокладає тунелі для зберігання їжі, а також укриття і місця для зимової сплячки.

## Морфологічна характеристика
Плямистий ховрах досягає довжини голови й тулуба від 18,5 до 25,3 сантиметрів, хвіст має довжину від 55 до 92 міліметрів, а отже, значно коротший за решту тіла. Важать вони від 100 до 200 грамів. Тварини мають сіре, коричневе, коричневе або рудувате спинне забарвлення, яке перемежовується чіткими плямами від білого до світло-пісочного кольору. Тварини демонструють велику мінливість забарвлення та плямистості. Черевний бік білуватий, світло-коричневий або рожево-пісочний. Хвіст такого ж кольору, як і спина, але стає темнішим від червонувато-коричневого до чорного до кінчика хвоста, тоді як нижня сторона посередині коричнювато-коричнева.

## Спосіб життя
Ndfhbyf веде денний спосіб життя і мешкає в сухих піщаних біотопах з рідкою рослинністю, таких як пустельні луки, чагарники, ділянки, де випасають худобу, піщані дюни, піщані прибережні райони та трав'янисті рудеральні ділянки, кладовища та шкільні майданчики в міських поселеннях. Він всеїдний і, як і інші ховрахи, його раціон складається переважно з різних частин рослин, таких як бруньки, пагони, квіти і листя, а також насіння, комах і дрібних хребетних. Як і інші ховрахи, ці тварини живуть на землі і в простих підземних норах глибиною до одного метра. Залежно від регіону, тварини зазвичай впадають у сплячку на кілька місяців, зазвичай від семи до восьми місяців. Ця не дуже глибока сплячка починається в липні-серпні для дорослих і наприкінці вересня для молодих особин і триває до ранньої весни. Молодь минулого року прокидається раніше за дорослих самців, які залишають свої нори приблизно на два-три тижні раніше за самиць. Територія активності відносно велика для обох статей і становить приблизно від 1,0 до 4,9 га для самців і від 0,5 до 1,6 га для самиць. Щільність нір і, відповідно, щільність колонізації відносно низька.
Шлюбний період починається після пробудження самиць у березні. Під час шлюбного періоду самці поводяться дуже територіально і агресивно щодо конкурентів. Період вагітності триває близько 28 днів, після чого самиці народжують від п'яти до восьми малят у норі. Молодь вперше залишає нору через три-чотири тижні, відлучення відбувається ще через три тижні.